# Estação Aeroporto T1

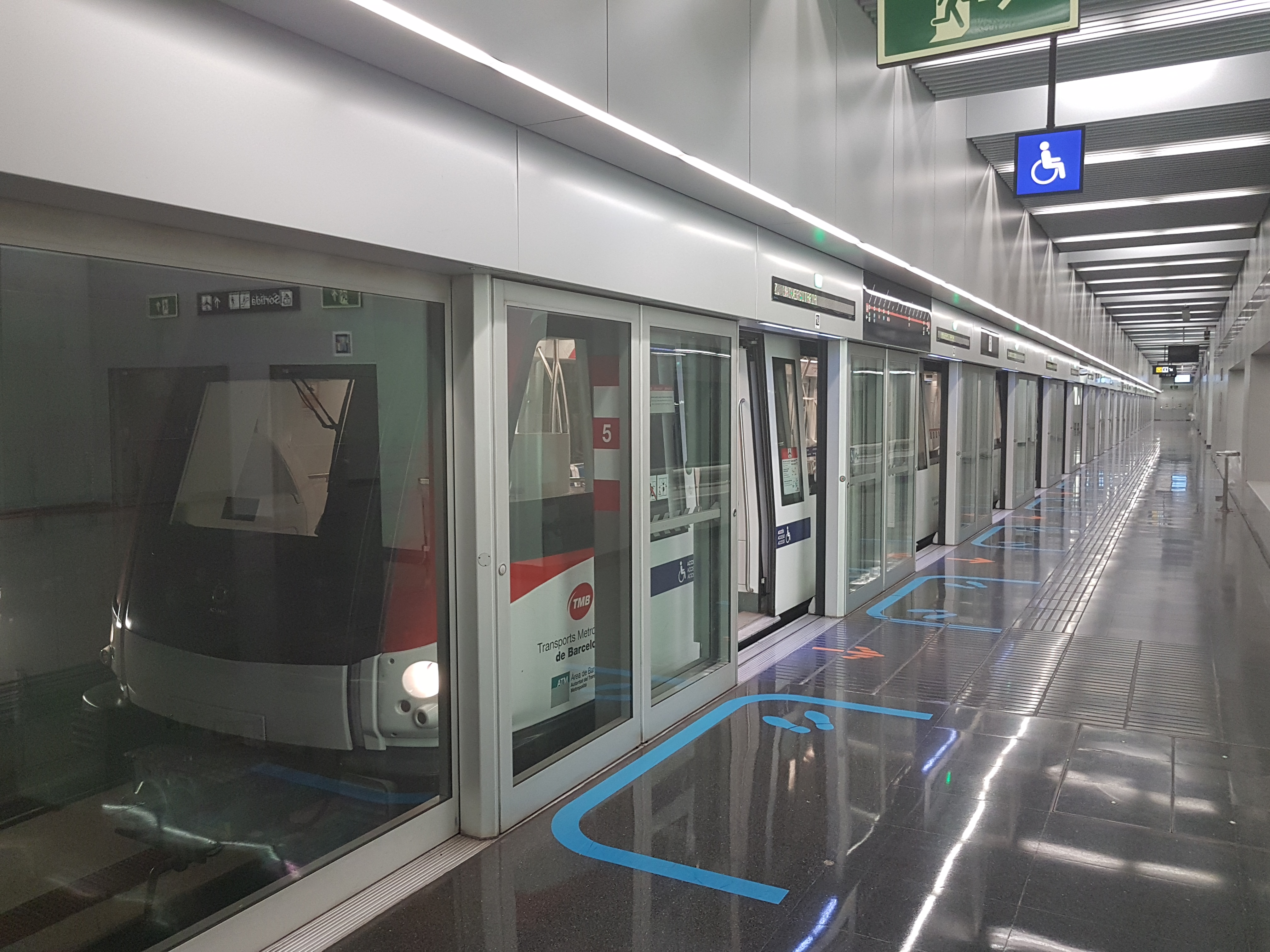
Estação Aeroporto T1.

Aeroport T1 (em catalão:  Estació d'Aeroport T1 - em castelhano:  Estación de Aeroport T1) é uma estação da linha Linha 9 do Metro de Barcelona. Ele está localizado sob o terminal T1 de Aeroporto de Barcelona-El Prat. Entrou em funcionamento em 2016. É o terminal da seção sul da L9.

## História
A tuneladeira começou a escavar o túnel para a linha 9 do metrô de Barcelona de Mas Blau à estação T1 do aeroporto em março de 2008 e terminou em abril de 2009. A conclusão da estrutura principal da estação fez parte da construção do terminal T1, inaugurado em junho de 2009. Quando o terminal foi inaugurado, o ramal do aeroporto L9 deveria estar pronto para o serviço de passageiros em 2012. Em março de 2012, no entanto, o Governo da Catalunha anunciou que a data de inauguração do trecho de 20 quilômetros da linha entre os terminais do aeroporto e a estação da Zona Universitària seria adiada até 2014. Em junho de 2014, o governo anunciou que o trecho, além das estações do Aeroporto Terminal de Càrrega, La Ribera e Camp Nou, seria inaugurado no primeiro semestre de 2016. O primeiro dia de serviço de passageiros foi 12 de fevereiro de 2016.